# Яковлев, Сергей Сергеевич (учёный)
Серге́й Серге́евич Я́ковлев (1957—2015) — российский учёный, лауреат Государственной премии РФ.
Сын профессора Сергея Петровича Яковлева (03.03.1934 — 16.05.2010).

## Биография
Родился 8 декабря 1957 года. Окончил Тульский политехнический институт (с отличием) и аспирантуру МВТУ им. Н. Э. Баумана. В 1983 году защитил кандидатскую диссертацию и в 1994 году — докторскую.
С 1983 года работал в ТГПИ (ТулГУ): ассистент, доцент кафедры «Проектирование и производство элементов», профессор кафедры «Механика пластического формоизменения», заведующий кафедрой «Механика пластического деформирования».
Профессор (1996).
Руководитель научной школы «Теория и технология формоизменения изотропных и анизотропных упрочняющихся материалов при различных термомеханических режимах в процессах обработки давлением».
Автор 20 монографий, 2 учебников, свыше 500 научных статей, 20 учебных пособий, получил более 10 патентов на изобретения.
Под его научным руководством защищено 14 докторских и более 50 кандидатских диссертаций.
- 1998 г. (в составе творческого коллектива) — Государственная премия РФ в области науки и техники,
- 2006 — премия Правительства Российской Федерации в области науки и техники,
- 2011 — премия Правительства Российской Федерации в области образования.

В 2014 году присвоено звание «Заслуженный работник высшей школы Российской Федерации».
Трижды лауреат премии имени С. И. Мосина (2002, 2006, 2010) в области разработок военной техники, лауреат премии имени А. Н. Косыгина (2005).
Умер 5 декабря 2015 года после тяжелой и продолжительной болезни.